# 舥艚镇

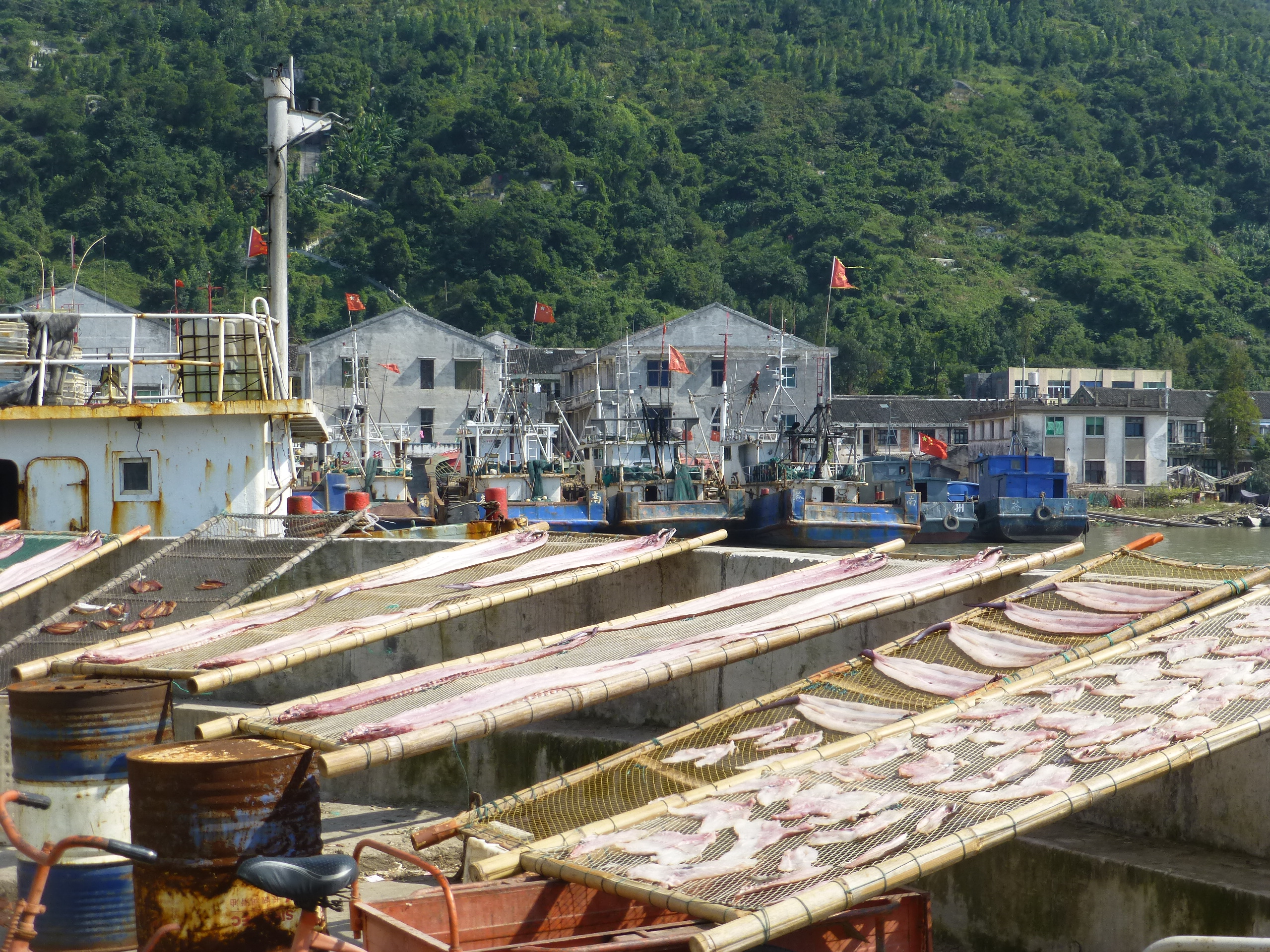
舥艚渔港

舥艚镇是浙江省温州市苍南县已经撤销的一个行政建制镇，现为龙港市的一部分。原舥艚镇位于苍南县东部，其东有炎亭镇，南有金乡镇，西侧为钱库镇，北侧为芦浦镇。2005年时的辖区面积为18平方公里，驻地为兴港路，距离县城灵溪镇23.3公里。2011年裁撤后，至今仍存有舥艚村及舥艚渔港。撤销建制后，舥艚仍在举办开渔节等活动，至2017年已经是第15届，并被评为国家级示范性渔业文化节庆。

## 历史

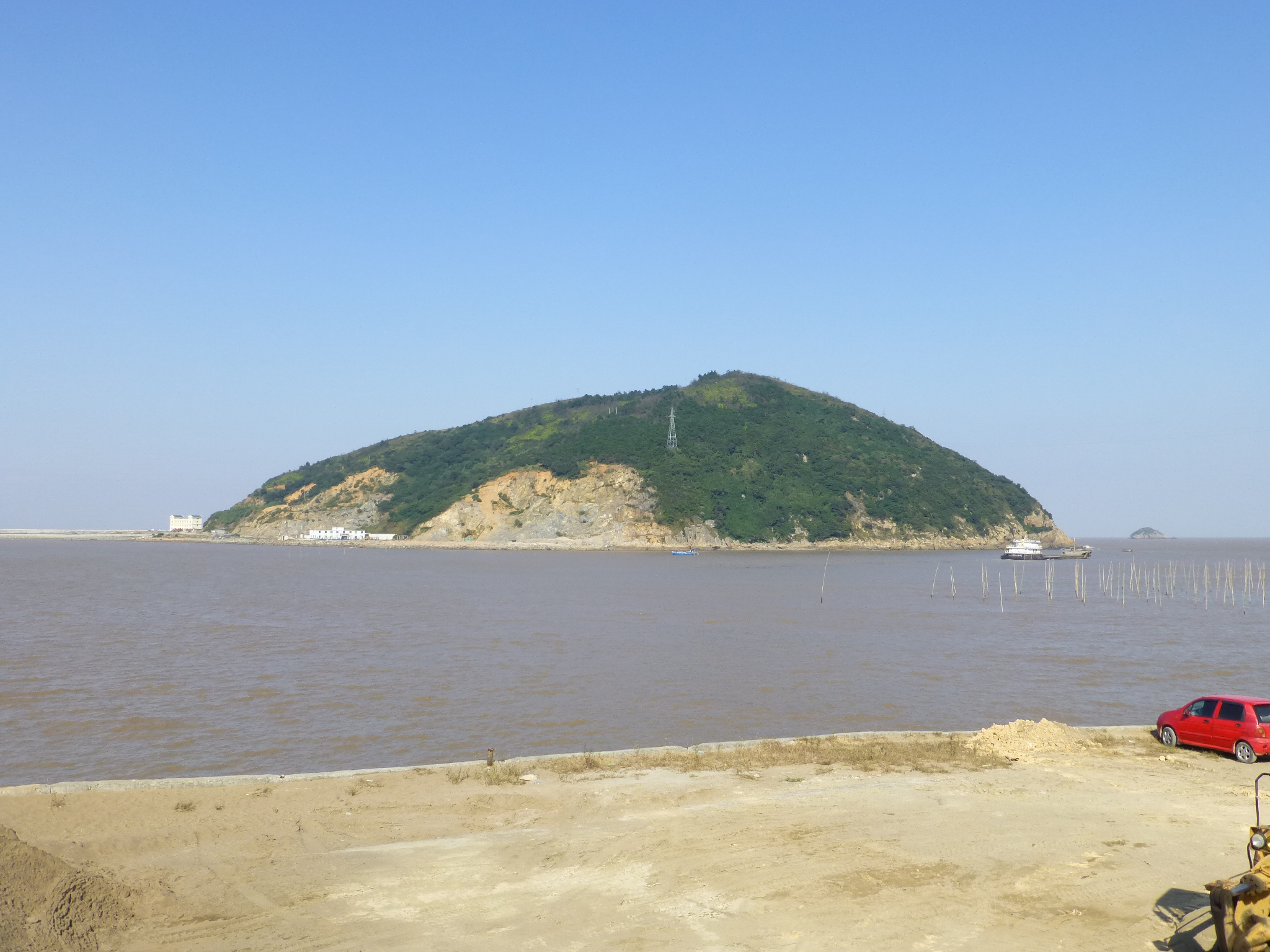
舥艚渔港外的琵琶山，现已经因填海与大陆相连

舥艚是浙南海滨的古镇之一，在北宋的《元丰九域志》中写作𣚒槽。古时因境内有槽型水道连通东海，又与琵琶山相望，因而得名琶槽，后随方言读音改称𣚒槽。明朝时在当地设有转运副使，为水陆交通集散地，以舻艚停泊处改称舥艚。清朝时为一小渔村，属于金舟乡二十一都。民国初年属于江南镇。民国24年，设立舥艚乡，属于第四区。民国27年，属江南区方城乡。民国29年，该设为村，属于宜山区，在民国26年改属江南区。
1949年时，舥艚分别属于蒲城乡、方城乡，属金乡区管辖。1956年2月，苍南县划区并乡，成立舥艚乡。1958年9月，成立舥艚管理区和方城管理区，属于金乡人民公社。二管理区在次年合并为舥艚管理区。1961年，成立舥艚公社。1984年设立舥艚镇。1992年，新城乡被并入。2011年，舥艚镇被撤销，并入苍南县龙港镇（今龙港市）。

## 产业
舥艚是农业和渔业结合的滨海集镇，辖区内东为低山丘陵，西为海积平原，河网交错。渔业是当地的支柱产业，1997年时被温州市人民政府授予“温州渔业第一镇”的称号。2001年被浙江省海洋与渔业局授予“红鱿之乡”的称号。当地的工业以船舶制造维修、水产品加工等渔业辅助为主。2011年裁撤后，至今仍存有舥艚村及舥艚渔港。撤销建制后，舥艚仍在举办开渔节等活动，至2017年已经是第15届，并被评为国家级示范性渔业文化节庆。